# Calhoun City
Calhoun City é uma cidade  localizada no estado americano de Mississippi, no Condado de Calhoun.

## Demografia
Segundo o censo americano de 2000, a sua população era de 1872 habitantes. 
Em 2006, foi estimada uma população de 1807, um decréscimo de 65 (-3.5%).

## Geografia
De acordo com o United States Census Bureau tem uma área de 
6,2 km², dos quais 6,1 km² cobertos por terra e 0,1 km² cobertos por água. Calhoun City localiza-se a aproximadamente 89 m acima do nível do mar.

## Localidades na vizinhança
O diagrama seguinte representa as localidades num raio de 16 km ao redor de Calhoun City. 